# Husqvarna AB
Husqvarna AB (чете се Хускварна) е шведска промишлена компания, голям производител на моторни триони, косачки за трева, двигатели за моторни лодки и градинско оборудване, а също на инструменти за строителната промишленост, вкл. за рязане на камък. Това е най-старата действаща оръжейна фабрика в Европа.
Husqvarna започва дейността си като завод за винтовки през 1689 г., през 1800-те години се нарича Husqvarna Vapenfabriks AB („Оръжейна фабрика Husqvarna“), но след това в продължение на много години разширява производствената си гама с гражданска машиностроителна продукция. През 1978 г. Husqvarna AB става дъщерна компания на Electrolux, но през 2006 г. Husqvarna се отделя и отново става самостоятелна частна компания, регистрирана на Стокхолмската фондова борса.
Husqvarna е официален доставчик на косачки за трева за серията състезания NASCAR.

## Притежавани марки
Husqvarna притежава няколко бранда:
- Husqvarna
- Gardena
- McCulloch
- PoulanPro
- WeedEater
- Flymo
- Jonsered
- Klippo
- Diamant Boart
- RedMax

През годините Husqvarna произвежда и изделия по поръчка на вериги за търговия на дребно, например за Sears.

## Галерия
- Винтовка система Remington (прибл. 1890 – 1900 г.)
- Стар модел бензинов верижен трион Husqvarna Viking
- Верижен трион Husqvarna 350
- Шевна машина Husqvarna Viking
- Мотоциклет Husqvarna TC610